# Sainte-Marthe (Eure)
Sainte-Marthe is een gemeente in het Franse departement Eure (regio Normandië) en telt 466 inwoners (2004). De plaats maakt deel uit van het arrondissement Évreux.

## Geografie
De oppervlakte van Sainte-Marthe bedraagt 17,1 km², de bevolkingsdichtheid is 27,3 inwoners per km².
De onderstaande kaart toont de ligging van Sainte-Marthe (Eure) met de belangrijkste infrastructuur en aangrenzende gemeenten.

## Demografie
Onderstaande figuur toont het verloop van het inwonertal (bron: INSEE-tellingen).